# Le Dernier Pub avant la fin du monde
Série Blood and Ice Cream Trilogy
Hot Fuzz
(2007)
Pour plus de détails, voir Fiche technique et Distribution.
Le Dernier Pub avant la fin du monde (The World's End) est un film américano-britannico-japonais réalisé par Edgar Wright et sorti en 2013. 
C'est le dernier film de la trilogie Blood and Ice Cream mettant en scène le duo Simon Pegg et Nick Frost.

## Résumé
En 1990, cinq amis célèbrent la fin de leurs années de lycée par une tournée très alcoolisée des douze pubs de leur village de Newton Haven. Mais la virée tourne mal et le dernier bar n'est jamais atteint, de sorte que Gary King, le meneur du groupe, s'en trouve très frustré. Vingt ans plus tard, il vit encore dans le souvenir de cette nuit et décide de rappeler ses amis pour les sortir de leur vie rangée afin de parvenir à ce qu'ils n'ont pas pu faire plus jeunes : achever leur tournée en parvenant jusqu'au fameux bar The World's End (« La Fin du Monde », en anglais). 
Tout se serait passé pour le mieux sans un événement inattendu : lors d'une bagarre qu'ils amorcent avec un groupe de jeunes, ils s'aperçoivent que ceux-ci explosent quand on les frappe, qu'ils ont de l'encre bleue en guise de sang, qu'ils continuent à vivre même décapités et démembrés et qu'ils se reconstituent rapidement. Le groupe d'amis commence à comprendre que des extraterrestres ont pris le pouvoir sur la ville en clonant ses habitants et en contrôlant leur comportement afin de leur inculquer les bons sentiments dont l'humanité est jusqu'alors dépourvue. Mais Gary King est très têtu et n'a pas de limite dans sa bravoure.

## Fiche technique
- Titre français : Le Dernier Pub avant la fin du monde
- Titre original : The World's End
- Réalisation : Edgar Wright
- Scénario : Edgar Wright et Simon Pegg
- Musique : Steven Price
- Photographie : Bill Pope
- Montage : Paul Machliss
- Décors : Marcus Rowland
- Costumes : Guy Speranza
- Direction artistique : Peter Dorme et Nick Gottschalk
- Production : Tim Bevan, Eric Fellner et Nira Park
  - Producteurs délégués : James Biddle et Liza Chasin
  - Coproducteur : Mairi Bett
- Sociétés de production : Big Talk Productions, Working Title Films, Dentsu, Relativity Media
- Distribution : Universal Pictures (Royaume-Uni), United International Pictures (France), Focus Features (États-Unis)
- Budget : 16 000 000 £
- Genre : science-fiction, comédie
- Durée : 109 minutes
- Pays d'origine :  Royaume-Uni,  États-Unis,  Japon
- Format : couleur - 2.35:1
- Dates de sortie[1] :
  - Royaume-Uni : 19 juillet 2013
  - France : 28 août 2013

## Distribution
- Simon Pegg (VF : Emmanuel Garijo) : Gary King
- Nick Frost (VF : Philippe Bozo) : Andy Knightley
- Paddy Considine (VF : Philippe Valmont) : Steven Prince

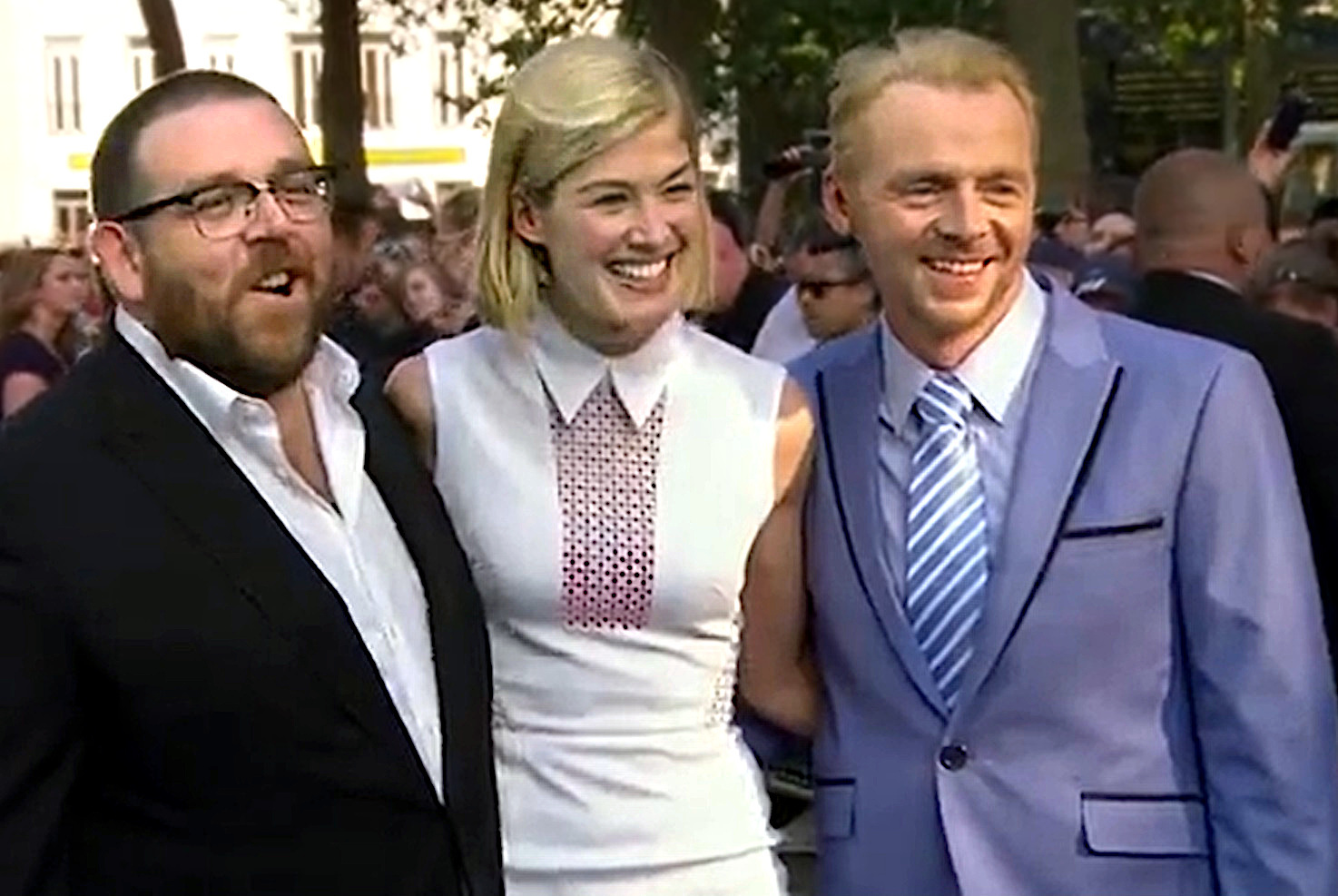
Nick Frost, Rosamund Pike, et Simon Pegg à la première de Le Dernier Pub avant la fin du monde en 2013

- Martin Freeman (VF : Julien Sibre) : Oliver Chamberlain (le maudit)
- Eddie Marsan (VF : Patrick Borg) : Peter Page
- Rosamund Pike (VF : Charlotte Daniel) : Sam Chamberlain
- David Bradley (VF : René Morard) : Basil (le Barge)
- Pierce Brosnan (VF : Emmanuel Jacomy) : Guy Shepherd
- Michael Smiley (VF : Franck Gourlat) : le Révérend Green (le Pasteur Pétard en VF)
- Thomas Law (VF : Mattias Mella) : Gary, jeune
- Zachary Bailess : Andy, jeune
- Jasper Levine : Steven, jeune
- James Tarpey : Peter, jeune
- Luke Bromley : Oliver, jeune
- Flora Slorach : Sam, jeune
- Rafe Spall : le jeune homme achetant une maison
- Bill Nighy (VF : Jean-François Vlérick) : le Réseau
- Steve Oram (VF : Dan Herzberg) : Le policier
- Francesca et Charlotte Reidie (VF : Dorothée de Silguy) : Les jumelles
- Darren Boyd (VF : Max Aulivier) : Shane Hawkins
- Sophie Evans : Becky Salt
- Samantha White : Erika Leekes
- Rose Reynolds : Tracy Benson
- Jonathan Aris : le chef de groupe
- Peter Serafinowicz : le propriétaire de la maison où Gary (adulte) sonne (caméo)

Source et légende : version française (VF) selon la bande annonce

## Production
La genèse du film remonte à l'époque où Edgar Wright, âgé de 21 ans, écrit un scénario intitulé Crawl sur un groupe d’adolescents qui se lance dans un Barathon (pub crawl en anglais). Il se rend compte que l'idée peut ensuite fonctionner avec des personnages adultes qui tentent de retrouver une certaine jeunesse. Il retravaille ensuite l'intrigue avec Simon Pegg, avec lequel il a écrit les deux précédents films de la trilogie Blood and Ice Cream. 
Le tournage débute en septembre 2012 dans le comté de Hertfordshire dans la ville de Welwyn Garden City et Letchworth Garden City. Il a également lieu à Londres, dans le Bedfordshire et dans le Surrey.
Noms des pubs
| Nom fictif           | Nom version française | Lieux de tournage                                      |
| -------------------- | --------------------- | ------------------------------------------------------ |
| The First Post       | La Poste              | The Peartree, Welwyn Garden City                       |
| The Old Familiar     | Le Vieil Habitué      | The Doctors Tonic, Welwyn Garden City                  |
| The Famous Cock      | Le Chant du Coq       | The Cork, Welwyn Garden City                           |
| The Cross Hands      | Les Mains Croisées    | The Parkway Tavern, Welwyn Garden City                 |
| The Good Companions  | Les Bons Compagnons   | Wendy's Shop, Leys Avenue, Letchworth Garden City      |
| The Trusty Servant   | Le Fidèle Serviteur   | The Three Magnets, Leys Avenue, Letchworth Garden City |
| The Two Headed Dog   | Le Chien à deux têtes | The Colonnade, Eastcheap, Letchworth Garden City       |
| The Mermaid          | La Sirène             | Broadway Cinema, Letchworth Garden City,               |
| The Beehive          | La Ruche              | Thai Garden Restaurant, Letchworth Garden City         |
| The King's Head      | La Tête du Roi        | The Arena Tavern, Arena Parade, Letchworth Garden City |
| The Hole in the Wall | Le Trou dans le Mur   | Railway Station, Letchworth Garden City                |
| The World's End      | La Fin du Monde       | The Gardner's Arms, Letchworth Garden City             |

## Distinctions

### Récompenses
- St. Louis Film Critics Association Awards 2013 : meilleure comédie
- Utah Film Critics Association Awards 2013 : meilleur scénario original
- Empire Awards 2014 : Meilleur film britannique

### Nominations
- Critics' Choice Movie Awards 2014 :
  - Meilleure comédie
  - Meilleur acteur dans une comédie pour Simon Pegg

## Commentaires
Le nom de chaque pub est en rapport avec des événements s'y déroulant. Par exemple, au Chien à deux têtes Gary subit une attaque de jumelles ; au Sirène, des jeunes femmes séduisent les hommes pour les attirer.
Le titre français du film Le Dernier Pub avant la fin du monde est une référence au roman Le Dernier Restaurant avant la fin du monde,  tome 2 de la série de livres de science-fiction Le Guide du voyageur galactique de Douglas Adams.